# Tým sjednoceného Německa na Zimních olympijských hrách 1964
Německo na Zimních olympijských hrách v roce 1964 reprezentovala výprava 96 sportovců (73 mužů a 23 žen) v 10 sportech. Německo bylo zastoupeno na ZOH 1964 sportovci z ( Spolkové republiky Německo (SRN), západní Německo ) a také z ( Německá demokratická republika (NDR), východní Německo ).

## Medailisté
| Medaile | Jméno                             | Sport              | Soutěž            |
| ------- | --------------------------------- | ------------------ | ----------------- |
| Zlato   | Manfred Schnelldorfer             | Krasobruslení      | Muži jednotlivci  |
| Zlato   | Thomas Köhler                     | Saně               | Muži jednotlivci  |
| Zlato   | Ortrun Enderleinová               | Saně               | Ženy jednotlivci  |
| Stříbro | Marika Kilius Hans Jürgen Bäumler | Krasobruslení      | Sportovní dvojice |
| Stříbro | Klaus-Michael Bonsack             | Saně               | Muži jednotlivci  |
| Stříbro | Ilse Geisler                      | Saně               | Ženy jednotlivci  |
| Bronz   | Wolfgang Bartels                  | Alpské lyžování    | Muži sjezd        |
| Bronz   | Hans Plenk                        | Saně               | Muži jednotlivci  |
| Bronz   | Georg Thoma                       | Severská kombinace | Muži jednotlivci  |